# Klütstraße 28

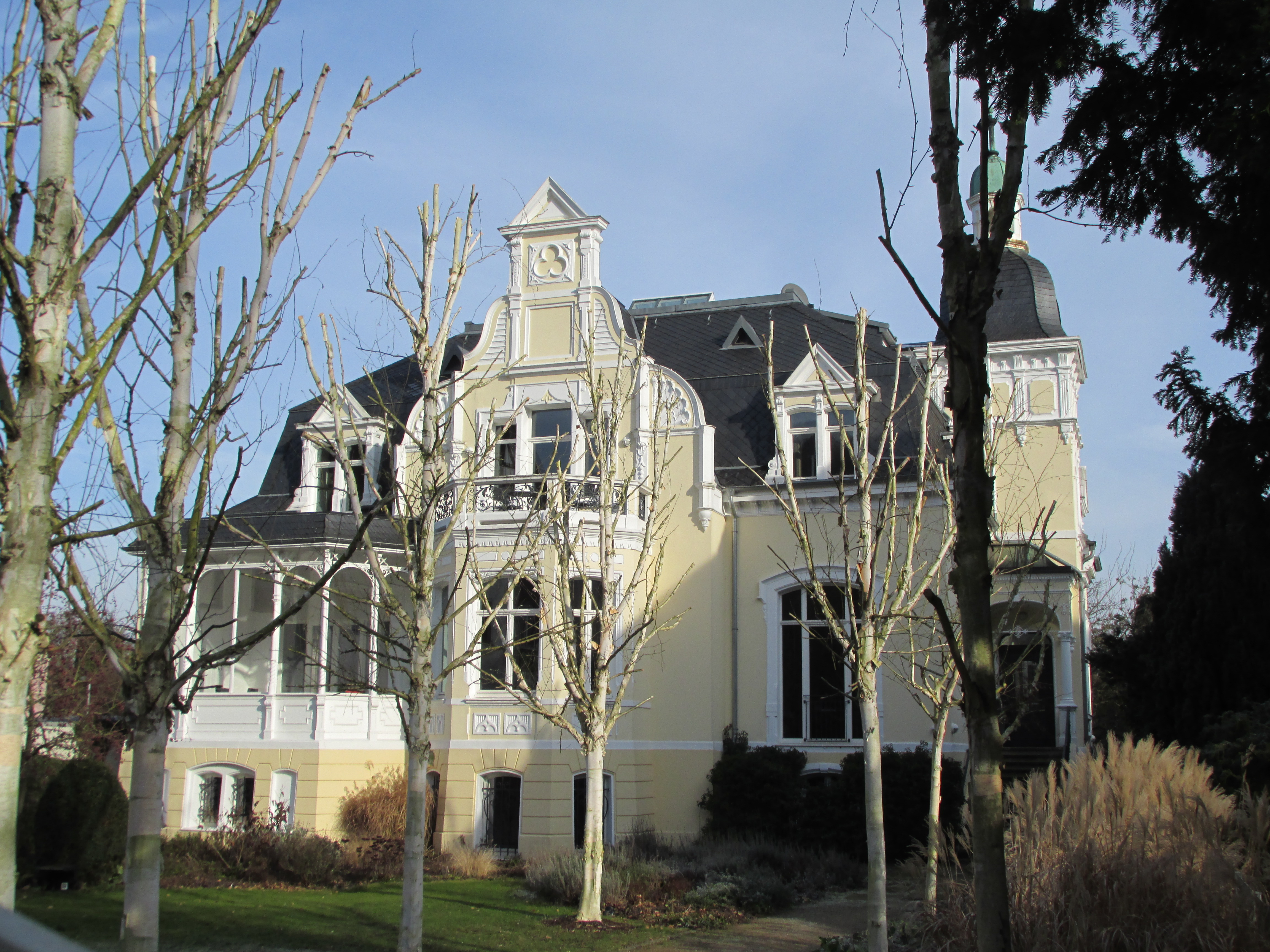
Die ehemalige Villa Silberschmidt in der Klüthstraße 28

Die Villa Klütstraße 28 in Hameln gilt als der wohl „prächtigste Bau an der an großbürgerlichen Bauten reichen“ Straße am Fuße des Klüts. Entworfen hat das Gebäude der hannoversche Architekt Bernhard Weise für den Hamelner Bankier Hermann Silberschmidt (gestorben 1898 in Bad Homburg), der die Fertigstellung des eigenen Wohngebäudes nicht mehr erlebte. So wurde schon in der Katasterzeichnung des Grundstückes „zum Bau einer Villa für Banquier H. Silberschmidt“ – unter der damaligen Hausnummer 50 – der Name von Silberschmidts Witwe Dorothea Silberschmidt eingetragen.
Das auf großem Grundstück errichtete Bauwerk wurde ausgestattet mit Balkon, Ziergiebel im Stil der Weserrenaissance, kleinen Erker-Türmchen und einem mit ornamentierter Verglasung geschlossenem Wintergarten.
Im Jahr 1903 entstand eine große „Unruhe, [...] als das Bankhaus Silberschmidt wegen starker Verschuldung in einen für die Hamelner Geschäftswelt folgenschweren Konkurs geriet.“ In der Folge wurde das nach dem Vater des Bauherrn, dem Kornhändler Wolf Silberschmidt auch von dessen Sohn fortgeführte  Bankgeschäft W. Silberschmidt von der Hannoverschen Bank übernommen, die wiederum 1920 mit der Deutschen Bank fusionierte. Das eigentliche Bankgebäude Silberschmidts, ein herrschaftlicher Bau Am Markt 3, wird seitdem von der Deutschen Bank genutzt.
Unterdessen bewohnte ab 1919 der Direktor der Wesermühlen, Ernst Moritz Salm, die Villa am Fuße des Klüths.